# Џерард Водарц
Џерард Водарц (10. август 1913 — 8. новембар 1982) био је пољски фудбалер који је играо на позицији нападача. Један од најбољих играча међуратне Пољске, био је вишеструки шампион земље (представљајући Рух Велке Хајдуке, који је у јануару 1939. постао Рух Хожов ), а такође је одиграо 28 утакмица за репрезентацију Пољске и постигао 9 голова.

## Биографија
Рођен је 1913. године у Бизмаркхиту (насеље у Горњој Шлезији, које је у јануару 1939. постало део града Хожова), а умро је 1982. године у свом родном граду.
Водарц је био левокрилни нападач. Његова каријера је почела у Руху Великим Хајдуцима, за које је играо у годинама од 1926. до 1939. и после рата, 1946-47. Заједно са Ернестом Вилимовским и Теодором Петереком, био је део једне од најбољих нападачких формација у историји Руха. У 183 утакмице постигао је 51 гол и освојио пет пољских првенстава (1933–1936 и 1938).
За репрезентацију Пољске одиграо је 28 утакмица. Његов деби се догодио 2. октобра 1932. у Букурешту, против Румуније. Водарц је учествовао на Летњим олимпијским играма 1936. у Берлину,  где је постигао пет голова. Такође, представљао је Пољску током једне од најпознатијих утакмица у историји пољског фудбала, против Бразила у Стразбуру, у Француској, током Светског првенства у фудбалу 1938. године.
Након немачке инвазије на Пољску у септембру 1939. године, Водарц је потписао немачку националну листу ( Volksliste ) и играо за новостворени тим, Bismarckhütter SV 99 (који је био базиран на предратном Руху Хожову). Године 1941. позван је у Вермахт, а 1944. га је заробила америчка војска. Американци су га предали Пољским оружаним снагама на Западу, где се вратио фудбалу, играјући за неке британске тимове.
Године 1946. вратио се у Пољску и наредне две године представљао је Рух Хожов. Његова каријера је завршена 1947. године. Касније је водио неколико горњошлеских тимова, али без већих успеха.